# Långtjärnen (Åsele socken, Lappland, 714665-157690)
Långtjärnen är en sjö i Åsele kommun i Lappland och ingår i Gideälvens huvudavrinningsområde. Sjön har en area på 0,0862 kvadratkilometer och ligger 361,9 meter över havet. Sjön avvattnas av vattendraget Näversjöbäcken.

## Delavrinningsområde
Långtjärnen ingår i det delavrinningsområde (714999-157430) som SMHI kallar för Mynnar i Gideälven. Medelhöjden är 401 meter över havet och ytan är 30,16 kvadratkilometer. Det finns inga avrinningsområden uppströms utan avrinningsområdet är högsta punkten. Näversjöbäcken som avvattnar avrinningsområdet har biflödesordning 2, vilket innebär att vattnet flödar genom totalt 2 vattendrag innan det når havet efter 206 kilometer. Avrinningsområdet består mestadels av skog (68 procent) och sankmarker (25 procent). Avrinningsområdet har 1,11 kvadratkilometer vattenytor vilket ger det en sjöprocent på 1,7 procent.